# 蒙古棒球代表隊
蒙古棒球代表隊為棒球國際賽事中代表蒙古的棒球運動代表隊，由蒙古棒壘球協會所管理。

## 參賽紀錄

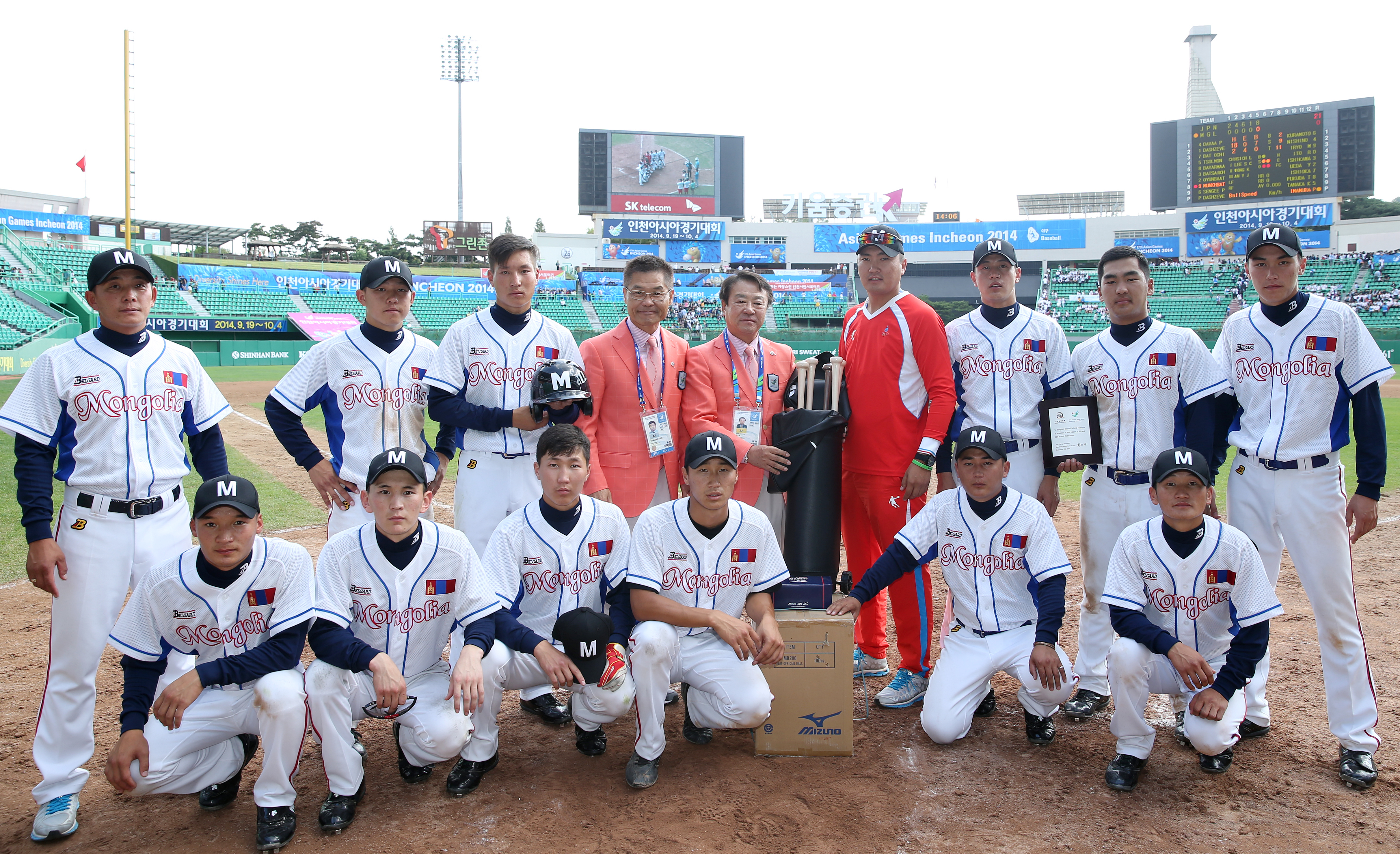
蒙古棒球代表隊於仁川文鶴棒球場參加2014年亞運棒球項目。

蒙古棒球代表隊曾參加1994年、2010年、2014年的亞運棒球項目，然而由於實力與其他國家相差較大，所有比賽都因分差到達規定而提前結束比賽，且僅於2014年亞運對戰泰國的排名賽中有得分的紀錄，最終也以3比20落敗。